# Холодов, Дмитрий Юрьевич
Дми́трий Ю́рьевич Хо́лодов (21 июня 1967, Загорск, Московская область — 17 октября 1994, Москва) — российский журналист, военный корреспондент.

## Биография
Дмитрий Холодов родился 21 июня 1967 года в подмосковном городе Сергиевом Посаде, который тогда носил имя Загорск. Мать, Зоя Александровна (род. 5 мая 1937), и отец, Юрий Викторович (ум. 10 ноября 2008), были инженерами и работали в ЦНИИ точного машиностроения. Вырос в подмосковном городе Климовске, учился в школе № 5, которая теперь носит его имя. После окончания школы служил в 1983–1985 гг. в морской пехоте. В 1987 г. с отличием окончил Московский инженерно-физический институт  (с 2009 года — Национальный исследовательский ядерный университет «МИФИ»), работал инженером в ЦНИИ точного машиностроения и корреспондентом на радио в Климовске.
В августе 1992 года стал корреспондентом газеты «Московский комсомолец». Писал о современной российской армии, побывал во многих горячих точках — в Абхазии, где стал свидетелем массовых убийств грузин абхазами, в Чечне, Азербайджане, на таджикско-афганской границе. Был известен своими публикациями о коррупции в российской армии. В своих материалах он неоднократно подвергал критике министра обороны Павла Грачёва, которого обвинял в причастности к коррупционному скандалу в Западной группе войск.
В одной из публикаций Холодов обвинял некоторых сотрудников ГРУ, ушедших в отставку, в подготовке наёмных убийц для организованных преступных группировок, и даже утверждал, что это ведётся на базе спецназа ГРУ в Чучкове (Рязанская область). Позже выяснилось, что учебные стрельбы и занятия по боевой подготовке действительно проводились для деятелей секты «Аум Синрикё».

## Убийство
17 октября 1994 года в 12:55 Дмитрий Холодов погиб в Москве на рабочем месте в редакции газеты «Московский комсомолец» от взрыва самодельной мины-ловушки, находившейся в кейсе. Масса составляла 200 грамм в тротиловом эквиваленте. Смерть наступила в результате травматического шока и массивной кровопотери. По свидетельству коллег, Холодов предполагал, что дипломат, якобы полученный человеком, который за два часа до убийства позвонил Дмитрию на сотовый телефон и сообщил, что в камере хранения на Казанском вокзале находятся документы о нелегальной торговле оружием с чеченскими сепаратистами, содержит те самые документы.
Журналист должен был 19 октября направиться в Чечню в командировку, где он работал над статьёй о коррупции в подразделении ГСВГ. 
Холодов похоронен на Троекуровском кладбище в Москве, участок  № 3. Посмертно удостоен премий Союза журналистов России и «За свободу прессы» (обе — в 1994 году).

## Следствие

Могила Холодова на Троекуровском кладбище Москвы

На следующий день после убийства, 18 октября, Генпрокуратурой РФ было возбуждено уголовное дело по статье «Умышленное убийство при отягчающих обстоятельствах» (ст. 102 ч. 2 УК РСФСР). 19 октября Генпрокуратура переквалифицировала содеянное на статью «Террористический акт, повлёкший смерть человека» (ст. 213 ч. 3 УК РСФСР). 11 ноября был задержан первый подозреваемый по делу — взрывотехник полковник ГРУ Владимир Кузнецов, но его причастность к смерти Холодова не подтвердилась, и в июне 1995 года обвинение было снято.
В 1998—2000 годах по подозрению в убийстве были задержаны бывший начальник разведки ВДВ полковник запаса Павел Поповских, бывший командир спецотряда спецназа ВДВ майор Владимир Морозов, его заместители майоры Александр Сорока и Константин Мирзаянц, бывший десантник, предприниматель Константин Барковский, замгендиректора ЧОП «Росс» Александр Капунцов. Им было предъявлено обвинение по статье «Умышленное убийство при отягчающих обстоятельствах». Дело рассматривалось четыре года, в течение которых обвиняемые находились под стражей в СИЗО. В феврале 2001 года на процессе в качестве свидетеля выступил экс-министр обороны РФ П. Грачёв. 26 июня 2002 года Московский окружной военный суд оправдал всех обвиняемых за отсутствием доказательств, освободил их из-под стражи и отменил арест их имущества.
27 мая 2003 года военная коллегия Верховного суда по протесту Генпрокуратуры отменила оправдательный приговор, направив дело на новое рассмотрение. 10 июня 2004 года подозреваемые снова были оправданы. Кроме того, суд вынес частное определение в адрес Генпрокуратуры, обвинив сотрудников следственного аппарата в грубых нарушениях Конституции и Уголовно-процессуального кодекса и обязав генерального прокурора Владимира Устинова в течение месяца сообщить о принятых мерах. Генеральная прокуратура и родители Дмитрия Холодова подали кассационную жалобу в Верховный суд. В марте 2005 года военная коллегия Верховного суда подтвердила правомочность вердиктов Московского окружного военного суда.
В сентябре 2005 года родители Холодова подали иск в Европейский суд по правам человека. Через год суд объявил об отказе от рассмотрения иска, мотивировав решение тем, что убийство Холодова было совершено до ратификации Россией в 1998 году Европейской конвенции по правам человека.
В 2006—2009 годах бывшие обвиняемые подали в Верховный суд иски о возмещении Генпрокуратурой нанесённого им ущерба. Иски были частично удовлетворены.
Убийство остаётся нераскрытым. В 2012 году скончался бывший министр обороны Павел Грачёв, а в феврале 2018 года умер один из обвиняемых Павел Поповских — по версии следствия, организатор убийства Холодова, оправданный впоследствии судом, который счёл его вину недоказанной.
В 2018 году Дмитрий Холодов в рамках присуждения премии имени Андрея Сахарова был посмертно награждён орденом «За мужество».

## Память
- Его имя носит школа № 5 города Климовска, в которой журналист учился. На здании школы установлена мемориальная доска.
- Там же есть улица его имени.
- На здании редакции газеты «Московский комсомолец» в Москве (Ул. 1905 года, 7) в 1995 году установлена мемориальная доска памяти Дмитрия Холодова.
- 17 октября 1995 года на могиле был открыт памятник.

## Отражение в культуре
- Дмитрию Холодову посвящена песня «Голубая стрела», исполняемая группой «Белая гвардия».
- Дмитрий Холодов стал прототипом ряда персонажей российских телесериалов, в том числе:
  - Дмитрия Шолохова («Стилет-2»);
  - Ильи Гаврилова («Время жестоких»);
  - Дениса Горячева («Афганский призрак»).
- Обстоятельства гибели Дмитрия Холодова легли в основу одной из серий телевизионного фильма «Важняк» (серия «Бомба для журналиста»).
- События 1993—1994 года, ставшие причиной смерти журналиста, отражены в российском телесериале «Родина» (как воспоминания майора Брагина о жизни в плену).
- В сериале «Чёрный ворон» по мотивам книг Дмитрия Вересова сцена взрыва журналиста Ивана Ларина повторяет события гибели Дмитрия Холодова.